# イルゼ・ユンカーマン
イルゼ・ユンカーマン（ドイツ語: Ilse Junkermann, 1957年 デルツバッハ - ）は、ドイツの福音主義(ルター派）神学者。中部ドイツ福音主義教会の監督である。

## 経歴

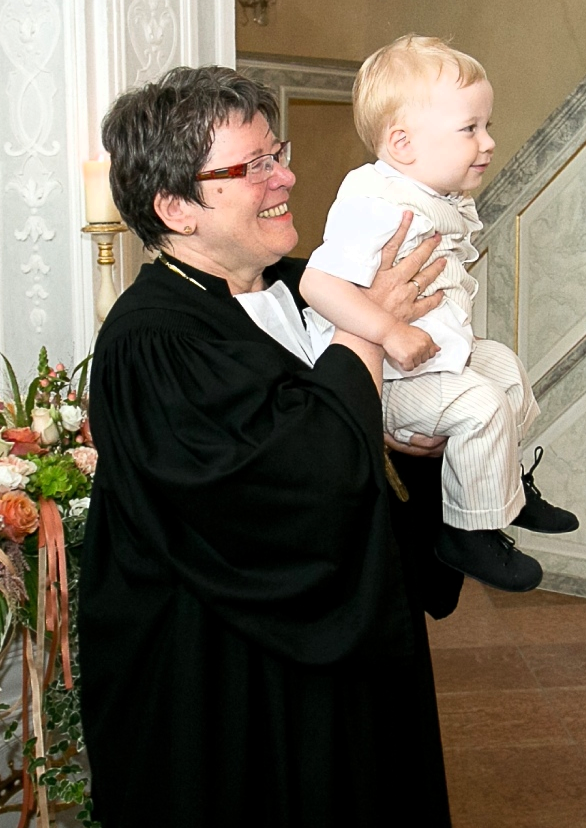
子供に洗礼を施す
イルゼ・ユンカーマン監督

イルゼ・ユンカーマンは福音主義神学をテュービンゲン大学とゲッティンゲン大学で学んだ。ホルプ・アム・ネッカーとシュトゥットガルトで、彼女はヴュルテンベルク福音主義州教会のルター派牧師であった。1994年、イルゼ・ユンカーマンはシュトゥットガルト＝ビルクアハにある牧師研修所で牧会学と説教学に関する研究主任に就任した。1997年、イルゼ・ユンカーマンはヴュルテンベルク福音主義州教会（ルター派）高等参事官Oberkirchenrätinに選ばれた。州教会高等参事会で彼女は神学教育と牧師職務を担当した。イルゼ・ユンカーマンは職務外である庇護申請者保護活動や移住者保護活動にも参与した。
2009年3月21日、イルゼ・ユンカーマンは中部ドイツ福音主義教会の監督に選ばれ、2009年8月29日、マクデブルク大聖堂において監督職に就いた。

## 家族
イルゼ・ユンカーマンは離婚経験者であり、一人の息子を持つ母でもある。2009年11月11日、ミヒャエル・ヴォルフと再婚した。